# 阿尔戈号

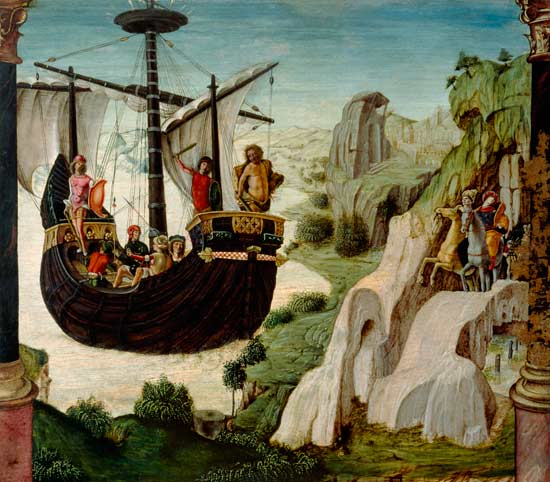
阿爾戈號，由文艺复兴時期的意大利畫家洛倫佐·科斯塔繪製

阿爾戈號（/ˈɑːrɡoʊ/）為希腊神话中的一条船，由伊阿宋等希腊英雄在雅典娜帮助下建成。众英雄乘该船取得金羊毛。此后阿爾戈號作为进献雅典娜的祭品被焚毁，南船座由此而来。

## 著名船員
阿爾戈的船員包括很多著名的英雄和半神，總稱阿爾戈英雄，但沒有準確的名單，許多希臘人也聲稱其祖先是阿爾戈號的船員。除伊阿宋外，著名的船員還有：
1. 海格力斯
2. 俄耳甫斯
3. 忒修斯